# Heaven for Everyone
Singles de The Cross
Shove It
(1988) Manipulator
(1988)
Singles de Queen
These Are the Days of Our Lives
(1991) A Winter's Tale
(1995)
Heaven for Everyone est une chanson écrite par Roger Taylor, sortie en single en 1988. Elle apparait initialement sur le premier album du groupe de Roger Taylor The Cross, Shove It, chantée par Freddie Mercury. Elle est ensuite réenregistrée avec les trois membres survivants de Queen après le décès de Mercury pour leur album Made in Heaven sorti en 1995. Elle en est le premier single extrait sorti la même année.

## Autour de la chanson
Il semblerait que Roger Taylor aurait écrit cette chanson vers 1986, pendant les sessions d'A Kind of Magic, après que leur travail sur la bande originale du film Highlander soit terminé. Si c'est le cas, la chanson n'a pas été utilisée, ou a été laissée non terminée une fois l'album fini. Lorsque Taylor commence à travailler pour le premier album de son groupe The Cross, il demande à Freddie Mercury de chanter les chœurs sur la chanson. Deux versions sont alors enregistrées, l'une avec Taylor au chant et Freddie Mercury aux chœurs, l'autre avec uniquement Freddie Mercury au chant. La musique des deux versions n'est pas non plus identique puisqu'elle a été enregistrée deux fois : la version chantée par Taylor fait environ 20 secondes de plus que celle chantée par Freddie Mercury.
La version de The Cross comporte également une intro et un refrain parlés par Taylor. Elle se termine également par les mots « And that is the end of this section » (« Et c'est la fin de cette section ») : la chanson marque en effet la fin de la face A de l'album vinyle, mais rien n'indique que ces mots soient spécifiques à ce fait. Ces éléments n'ont pas été repris dans la chanson de Queen.

## Les singles

### The Cross
Heaven for Everyone est sortie sur différents supports et en différentes versions, aussi bien en tant que single de The Cross en 1988, que celui de Queen en 1995. Bien que sur l'album Shove It, la chanson soit chantée par Freddie Mercury, le single qui en est extrait est chanté par Roger Taylor. Quant aux États-Unis, Heaven for Everyone n'est pas sorti en single à cette époque, les Américains devant donc se contenter de la version chantée par Roger Taylor sur l'album. Seule l'Allemagne se voit dotée d'un single avec les deux versions de la chanson.

### Queen
Pour la version de Queen, il s'agissait d'une opération commerciale visant à sortir le single en deux fois, respectivement une et deux semaines avant la sortie de l'album Made in Heaven, et avec différentes faces B. Comparée à la version album, le single est environ une minute plus court.

### Les différentes versions
| Artiste   | Date de sortie  | Pays        | N° catalogue      | Format       | Face A                               | Face B                                                                    |
| --------- | --------------- | ----------- | ----------------- | ------------ | ------------------------------------ | ------------------------------------------------------------------------- |
| The Cross | 20 mars 1988    | Royaume-Uni | VIRGIN VS1062     | vinyle (7")  | Heaven for Everyone (chant : Taylor) | Love On A Tightrope                                                       |
| The Cross | 20 mars 1988    | Royaume-Uni | VIRGIN VST 1062   | vinyle (12") | Heaven for Everyone (chant : Taylor) | Love On A Tightrope Contact                                               |
| The Cross | 20 mars 1988    | Allemagne   | VIRGIN 109 898    | vinyle (7")  | Heaven for Everyone (chant : Taylor) | Heaven for Everyone (chant : Mercury)                                     |
| The Cross | 20 mars 1988    | Allemagne   | VIRGIN 609898-213 | vinyle (12") | Heaven for Everyone (chant : Taylor) | Heaven for Everyone (chant : Mercury) Contact                             |
| The Cross | 20 mars 1988    | Japon       | VIRGIN VJD-12009  | CD (3")      | Heaven for Everyone (chant : Taylor) | Love On A Tightrope Cowboys And Indians                                   |
| Queen     | 23 octobre 1995 | Mondial     | CDQUEENS21        | CD           | Heaven for Everyone (version single) | It's A Beautiful Day (version single) Heaven for Everyone (version album) |
| Queen     | 23 octobre 1995 | Mondial     | TCQUEEN21         | cassette     | Heaven for Everyone (version single) | It's A Beautiful Day (version single)                                     |
| Queen     | 30 octobre 1995 | Mondial     | CDQUEEN21         | CD           | Heaven for Everyone (version single) | Keep Yourself Alive Seven Seas of Rhye Killer Queen                       |
| Queen     | 30 octobre 1995 | États-Unis  | HR640062          | CD           | Heaven for Everyone (version single) | Soul Brother (enregistrée en 1981)                                        |
| Queen     | Promo           | Royaume-Uni | CDDJHEAVEN21      | CD           | Heaven for Everyone (version single) |                                                                           |
| Queen     | Promo           | Royaume-Uni | CDDJUKE21         | CD           | Heaven for Everyone (version single) |                                                                           |
| Queen     | Promo           | Royaume-Uni | VIRGIN2           | vinyle (12") | Heaven for Everyone (version single) |                                                                           |
| Queen     | Promo           | Royaume-Uni | QUEENLHDJ21       | vinyle (7")  | Heaven for Everyone (version single) | Heaven for Everyone (version album)                                       |

## Clips vidéo

### The Cross
Dans le clip de The Cross, on peut voir Roger Taylor assis sur un rocking chair, interpréter la chanson à la guitare, alors que des personnes âgées grimpent une échelle afin d'atteindre le ciel.

### Queen
Le clip de Queen, réalisé par David Mallet, est un montage de différentes scènes extraites de films de Georges Méliès, comme Le Voyage dans la Lune (1902), Le Voyage à travers l'impossible (1904) et L'Éclipse du soleil en pleine lune (1907).
Un autre clip, réalisé par Simon Pummell a été tourné, dans lequel on voit un homme construire et manipuler un bras artificiel. Ce clip peut se trouver sur la vidéo Made In Heaven : The Films. C'est cependant le premier clip qui a principalement servi à la promotion de la chanson.

## Classements et certifications
| Pays        | Meilleure position |
| ----------- | ------------------ |
| Argentine   | 1                  |
| Pologne     | 1                  |
| Royaume-Uni | 2                  |
| Pays-Bas    | 3                  |
| Italie      | 4                  |
| Autriche    | 4                  |
| Finlande    | 5                  |
| France      | 8                  |
| Suisse      | 9                  |
| Australie   | 15                 |
| Allemagne   | 15                 |
| Norvège     | 18                 |
| Suède       | 29                 |

| Pays              | Ventes    | Certifications |
| ----------------- | --------- | -------------- |
| France (SNEP)     | 250 000 + | Or             |
| Royaume-Uni (BPI) | 200 000 + | Argent         |

## Crédits
Version de The Cross
- Roger Taylor : chant principal, multi-instruments
- Spike Edney : claviers et voix
- Freddie Mercury : apparition vocale et chœurs

Version de Queen
- Freddie Mercury : chant principal et chœurs
- Brian May : guitare électrique et chœurs
- Roger Taylor : batterie, chœurs et claviers
- John Deacon : guitare basse